# میوز اسمال
میوز اسمال (به انگلیسی: Mews Small) (زاده ۲۰ مارس ۱۹۴۲) بازیگر آمریکایی است.
از فیلم‌های معروف او می‌توان به بازی در فیلم دیوانه از قفس پرید، مهمانی وحشی، زاپ شده! و سد معبر بزرگ دودی اشاره کرد.